# Qafë-Mali
Qafë-Mali is een plaats en voormalige gemeente in de gemeente (bashkia) Fushë-Arrëz in de prefectuur Shkodër in Albanië. Sinds de gemeentelijke herindeling van 2015 doet Qafë-Mali dienst als deelgemeente en is het een bestuurseenheid zonder verdere bestuurlijke bevoegdheden. De plaats telde bij de census van 2011 1.548 inwoners.

## Bevolking
In de volkstelling van 2011 telde de (voormalige) gemeente Qafë-Mali 1.548 inwoners, een daling ten opzichte van 3.715 inwoners op 1 april 2001. Qafë-Mali heeft een relatief jonge bevolking: in 2011 was 23,6% van de bevolking 14 jaar of jonger, 63,8% was tussen de 15 en 64 jaar en 12,6% was 65 jaar of ouder.

## Kernen
De voormalige gemeente Qafë-Mali bestond uit negen dorpen: Armiraj, Kryezi, Lajthizë, Lumbardhë, Mollkuqe, Orosh, Qafë-Mali, Srriqe en Tuç.